# Ngô Dịch Bính
Ngô Dịch Bính (tiếng Trung: 吴易昺; bính âm: Wú Yìbǐng; sinh ngày 14 tháng 10 năm 1999) là một vận động viên quần vợt người Trung Quốc.
Ở bảng xếp hạng trẻ, Dịch Bính có vị trí cao nhất là 3 vào ngày 2 tháng 1 năm 2017. Anh có vị trí cao nhất trong bảng xếp hạng ATP đơn trong sự nghiệp là 656, đạt được vào ngày 19 tháng 6 năm 2017. Anh cũng có vị trí cao nhất ATP đôi trong sự nghiệp mình ở vị trí 1092, đạt được vào ngày 12 tháng 6 năm 2017.
Vào tháng 12 năm 2016, Dịch Bính vào đến trận chung kết của Orange Bowl 2016 nhưng thua trước Miomir Kecmanović.
Vũ đại diện Trung Quốc tại Davis Cup, nơi anh có thành tích thắng/thua là 1–0. Anh đánh bại Jason Jung ở trận Davis Cup đầu tiên của mình.